# Hauptschule Kriaunos

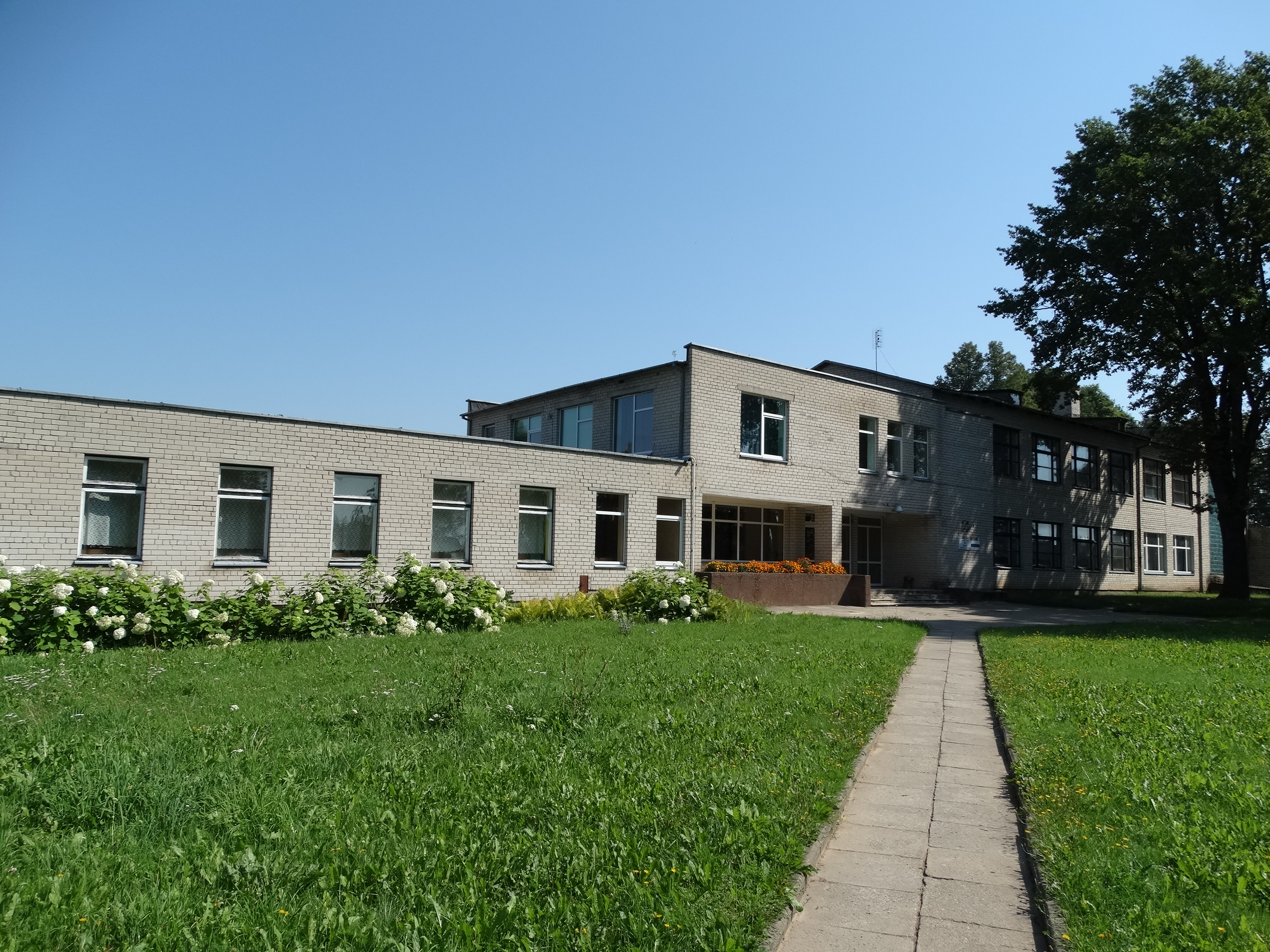
Schule

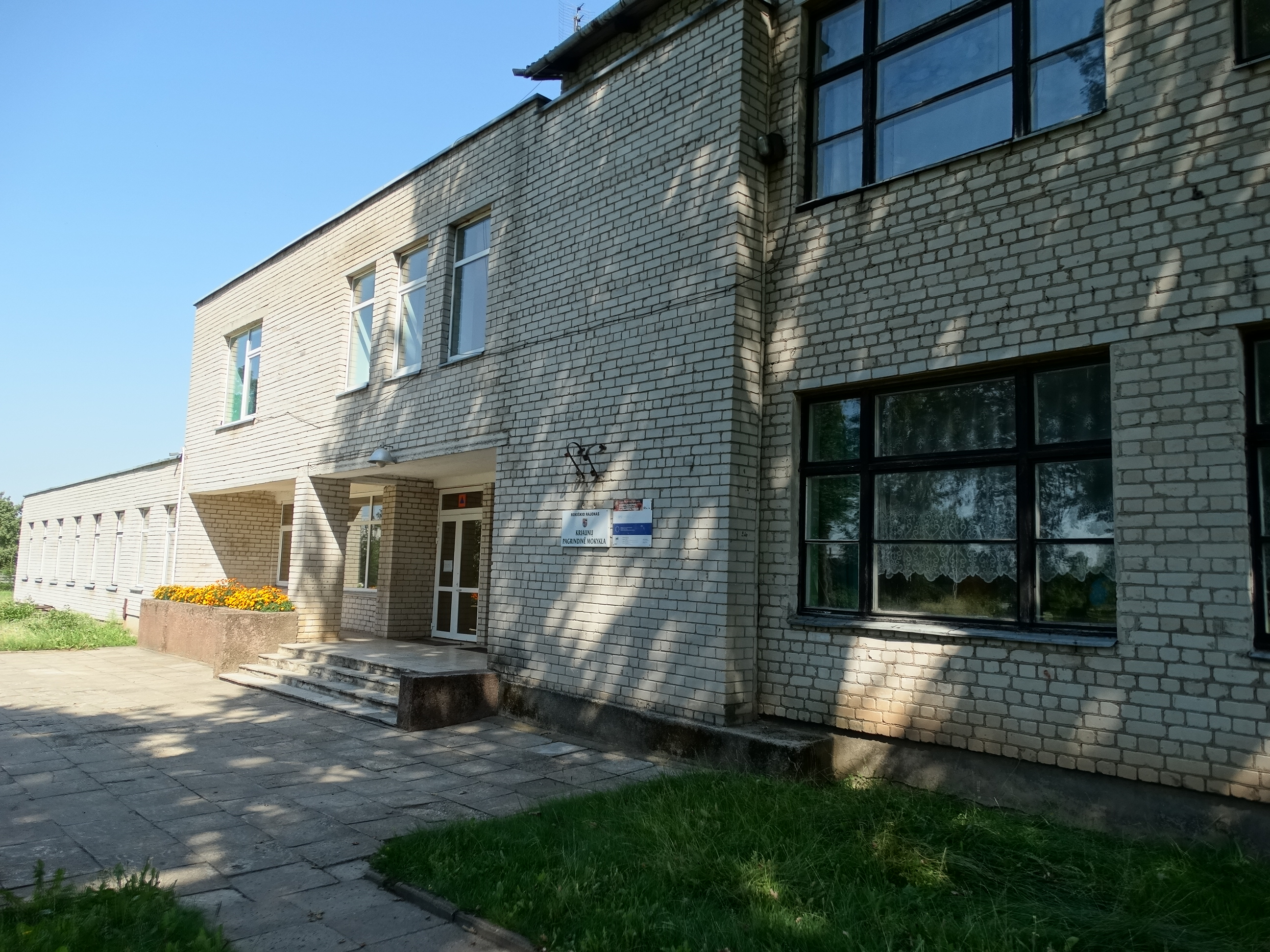
Eingang

Die Hauptschule Kriaunos (lit. Kriaunų pagrindinė mokykla) ist eine Hauptschule in Kriaunos, in der Rajongemeinde Rokiškis, Litauen.

## Geschichte
1776 wurde eine Schule der katholischen Pfarrgemeinde Kriaunos bei Mönchen urkundlich erwähnt. 1777 lernten acht Schüler. 1790 baute man eine neue Schule der Pfarrgemeinde Kriaunos. 1865 errichtete man die staatliche Schule. Man lehrte nur Russisch. Erst 1906 erlaubte man litauische Lehrer nach dem Verlangen der litauischen Bauer zu ernennen. 1907 begann der erste litauischsprachige Lehrer zu arbeiten. Er war Antanas Busilas. Er schrieb die ersten Lehrbücher. Bis 1948 gab es die Grundschule Kriaunos. Ab 1948 gab es die siebenjährige Schule. 1952 wurde die Schule zur Mittelschule mit Abitur reorganisiert. 1962 baute man ein neues Gebäude. 1982 wurde das heutige Schulgebäude gebaut. Von 1988 bis 1990 trug die Schule den Namen von Petras Griškevičius. 1999 wurde die Mittelschule zur Hauptschule reorganisiert. Im November 2010 wurde eine neue Schulsatzung bestätigt. Seit 2011 gibt es die Vorschulgruppen für die Kinder im Alter von 4 bis 6 Jahren. 2015 arbeiteten 34 Mitarbeiter an der Schule, im Jahr 2019 gab es keine Mitarbeiter mehr.